# Zibajoči ples
Zibajoči ples je vedenjski vzorec, ki ga izvajajo delavke nekaterih vrst čebel v koloniji. Ko delavka, ki ima nalogo iskanja hrane (t. i. skavtka), odkrije zadovoljiv vir hrane, se ob povratku v panj postavi na sat in se prične premikati v vzorcu osmice z ravnim srednjim delom. V ravnem delu pozibava z zadkom in pobrenčava s krili, na koncu pa se vsakič v drugo smer obrne in vrne na izhodišče. To gibanje lahko ponovi tudi do več desetkrat, delavke, ki so okrog nje, pa ga aktivno spremljajo.
To vedenje je prvi razvozlal avstrijski etolog Karl von Frisch. Ugotovil je, da vsebuje vzorec gibanja informacijo o oddaljenosti in smeri vira hrane. Informacijo o oddaljenosti daje dolžina ravnega dela - za vsake 100 m oddaljenosti se trajanje ravnega dela podaljša za okrog desetinko sekunde. Ker je satje v panju navpično, se informacija o smeri prevede na navpičnico - kot ravnega dela osmice glede na smer navpično navzgor odgovarja kotu vira hrane glede na položaj Sonca. Za primer, če skavtka izvaja osmico z ravnim delom navpično navzgor, pomeni to, da je paša v smeri naravnost proti Soncu. Zibajoči ples je torej abstraktno sporočilo o razdalji do paše in njeni legi, ki je tako prostorsko, kot tudi časovno ločeno od predmeta sporočila.
Kasneje so ugotovili, da so čebele sposobne upoštevati tudi gibanje Sonca čez nebo. Če je skavtki nekaj ur preprečeno komuniciranje z drugimi delavkami v panju, bo kasneje, brez ponovnega stika s pašo, usmerila svoj ples glede na trenutno lego sonca. Poleg paše je lahko ples tudi sporočilo o legi vodnega vira ali primernega kraja za ustvarjenje nove kolonije pri rojenju. Skavtke ga lahko izvajajo tudi na prostem, pri čemer ravni del osmice na vodoravni površini kaže direktno proti cilju. Čebele, ki jim je v temi preprečeno izvajanje zibajočega plesa na navpični površini, ne bodo znale nakazati prave smeri.
Pomemben dejavnik pri tovrstni komunikaciji je motivacija udeležencev. Če je skavtka našla posebej bogat vir hrane ali posebej primerno gnezdišče, bo njeno nihanje zadka intenzivnejše. S plesom bo pričela šele, če jo bodo ostale delavke spodbudile z dotikanjem in poskušanjem prinesene hrane.
Nekateri raziskovalci oporekajo informacijski vrednosti čebeljega plesa, ki ga je von Frisch poimenoval kar »plesni jezik« (Tanzsprache); po njihovem mnenju naj se delavke ne bi ozirale na informacije o razdalji, smeri in kakovosti paše, temveč bi ta zgolj sprožil nabiranje hrane na že znanih nahajališčih, ki imajo podoben vonj kot ga prinaša skavtka. Kljub temu velja, da vsebuje ples zanesljive informacije, uporabne pri iskanju hrane v novem okolju (predvsem pri neizkušenih čebelah). V 1980. letih so to vlogo nesporno dokazali z uporabo robotske imitacije čebele, ki je s programiranim gibanjem rekrutirala sledilke, da so poletele v predvideno smer predvideno daleč.